# Bitva u Kehry
Bitva u Kehry (estonsky Kehra lahing), též bitva u Arudevahe (Arudevahe lahing) či bitva u Laane a Arudevahe (Laane-Arudevahe lahing) byla průlomovou vojenskou akcí Estonské osvobozenecké války.

## Válečná situace na počátku ledna 1919
O svou novodobou suverenitu muselo Estonsko bojovat postupně proti silám Německého císařství, Sovětského Ruska a Spojeného baltského vévodství. Když se po kapitulaci Německa začaly v listopadu 1918 začaly německé jednotky stahovat z Pobaltí, zahájilo Sovětské Rusko rozsáhlou ofenzívu proti Pobaltí, v jejímž rámci 28. listopadu sovětská armáda vstoupila na estonské území.
Protože proti dvěma plně vyzbrojeným sovětským divizím o celkové síle 12 000 mužů stálo zprvu jen 2 000 lehce vyzbrojených vojáků vznikajících estonských branných sil, podařilo se sovětům během několika týdnů dobýt celé východní a jihovýchodní Estonsko. Za této situace byl 23. prosince 1918 jmenován vrchním velitelem estonských ozbrojených sil generál Johan Laidoner, který od estonské vlády obdržel zvláštní pravomoci k provedení všeobecné mobilizace a válečných rekvizic.

## Zahájení bitvy
3. ledna 1919 se estonským obráncům konečně podařilo zastavit postup fronty směrem na Tallinn, když odrazili útočící bolševiky u Valkly poblíž Kuusalu. Bolševické vedení se rozhodlo pokusit se okamžitě o průlom o něco jižněji, v oblasti Kehry, kam se při ústupu přesunul štáb 1. estonské divize.
Útok bolševiků začal 4. ledna ráno, a odpoledne se zdálo, že počtem i výzbrojí slabší obránci budou muset přece ustoupit. Tehdy dorazil z týlu do Kehry opravený 1. obrněný vlak pod vedením kapitána Antona Irva, který se rozhodl k okamžitému útoku.

## Útok 1. obrněného vlaku

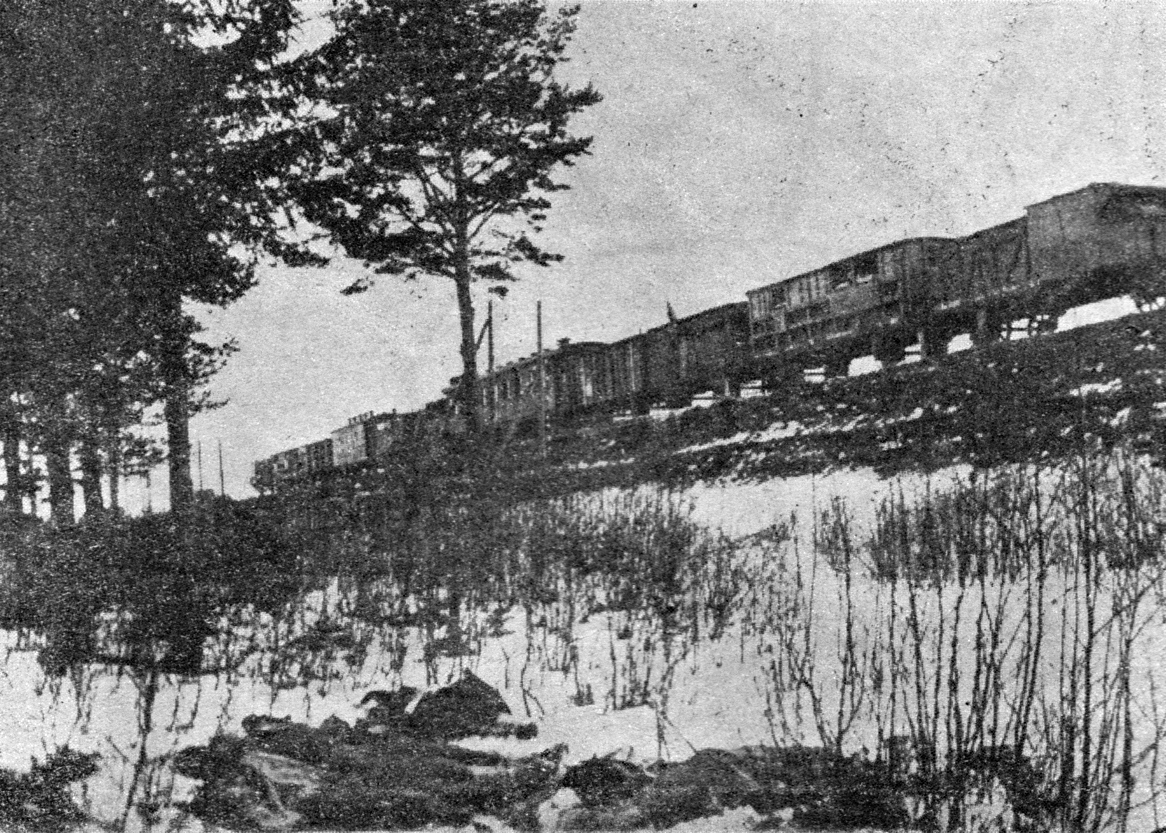
Obrněný vlak č. 1 na archivní fotografii z 9. ledna (po bitvě o Tapu)

Vlak osazený čtyřiceti muži vyrazil po trati dále směrem na Aegviidu, odkud se blížily bolševické oddíly. Podél trati postupoval 2. prapor Tarbatského pluku, tvořeného převážně estonskými komunisty bojujícími na ruské straně. Vlak vjel do jejich linií po šesté hodině večerní přibližně pět kilometrů od Kehry, poblíž vesnice Vikipalu, na pastvinách mezi usedlostmi Laane a Arudevahe.
Objevení obrněného vlaku útočníky naprosto překvapilo, a když se ocitli pod jeho palbou, dali se na zmatený útěk lesem zpět směrem k Aegviidu. Na sněhu zůstalo ležet přibližně 80 mrtvých bolševiků. 21 těl Estonci následně pohřbili do hromadného hrobu.

## Následný vývoj
Zpráva o úspěšném protiútoku u Kehry se bleskově rozšířila mezi obránci po celé frontě a výrazně pozvedla náladu a odhodlání estonských vojáků.